# Mary Lou
「Mary Lou」（メリー・ルー）は、日本のロックバンド、毛皮のマリーズの2枚目（タワーレコード限定の「NO MUSIC, NO LIFE.」を含めると3枚目）のシングルである。2010年10月27日発売。発売元はコロムビアミュージックエンタテインメント。

## 概要
- メジャーでは唯一のシングル。
- 通常盤と初回限定盤の2種リリース。初回限定盤はコロちゃんパック仕様（志摩遼平による漫画付き）。
- PV監督は川村ケンスケ。

## 収録曲
作詞・作曲：志磨遼平、編曲：毛皮のマリーズ
1. Mary Lou [4:25]
2. コミック・ジェネレイション [4:28]
3. デュマフィスの恋人 [3:43]

## 収録アルバム
- オリジナル『ティン・パン・アレイ』（2011年1月19日）

## タイアップ
- Mary Lou：スペースシャワーTV2010年10月度POWER PUSH!/日本テレビ系「ハッピーMusic」エンディングテーマ